# Керамб
Керамб је у грчкој митологији био највећи певач свог времена, први смртник који је певао уз лиру и изумитељ сиринге.

## Митологија
Био је син Еусира и нимфе Ејдотеје. Поседовао је стада која је чувао у подножју планине Отрис у Тесалији. Друштво су му правиле нимфе, које су волеле да играју уз његову свирку и песму. Једног лета га је Пан посаветовао да се са стоком спусти у долину, јер је предвиђао оштру зиму на планини, али је Керамб био сувише самоуверен и није послушао савет. Чак, почео је да се подсмева нимфама, за које је тврдио да нису Зевсове кћерке, већ да су им родитељи Сперхеј и Дејно, а и да их је Посејдон претворио у тополе како би се лакше домогао њихове сестре Диопатре. У прво време нимфе нису реаговале на ове увреде, али када је дошла зима и када су стазе и стока били завејани снегом, претвориле су Керамба у јеленка чији рогови подсећају на његову лиру.
Према другој причи, нимфе су биле наклоњене овом певачу и када је наступио потоп у доба Деукалиона, спасиле су му живот тако што су га преобразиле у јеленка и тако омогућиле да лети. О Керамбу (или Терамбу) су писали Овидије у „Метаморфозама“ и Антонин Либерал у истоименом делу.